# Kienberg (Gärten der Welt)
Kienberg (Gärten der Welt) – stacja metra w Berlinie, w dzielnicy Hellersdorf, w okręgu administracyjnym Marzahn-Hellersdorf na linii U5. Stacja została otwarta w 1989.